# Colisor Relativístico de Íons Pesados
Colisor Relativístico de Íons Pesados (RHIC, de Relativistic Heavy Ion Collider), é um colisor de íons pesados localizado no Brookhaven National Laboratory (BNL) em Upton, Nova Iorque. É muito importante no estudo de plasma de quarks e glúons. Tornou-se o segundo maior colisor de íons pesados do mundo depois de, em 2010, o Grande Colisor de Hádrons ter entrado em funcionamento.
Antes de sua construção e o início de sua operação, em 2000, a imprensa mundial divulgou muitas especulações sobre possíveis perigos da sua operação. Algumas pessoas ficaram preocupadas que o RHIC pudesse criar um buraco negro, matéria estranha ou até uma transição para um novo vácuo da mecânica quântica. Qualquer uma destas opções, sem sombra de dúvidas, acabaria com o sistema solar ou até a galáxia. Contudo, o sistema solar é bombardeado frequentemente com raios cósmicos de mais alta energia e nada disso parece ter acontecido até agora. Os cientistas foram em frente e construíram o RHIC, o que finalmente eliminou qualquer temor de catástrofes.

## Curiosidades
- Em um experimento realizado com este colisor, o ser humano obteve a mais alta temperatura já criada em laboratório (4 trilhões de graus Celsius, temperatura 80 mil vezes maior do que a encontrada no interior do Sol!). O objetivo foi estudar a fundo as propriedades e o comportamento de uma sopa tórrida de partículas atômicas (plasma de quarks e glúons) e para compreender como foi que elas se agruparam depois do big-bang dando início a tudo que existe hoje.[1]